# دولومیت (کانی)
دولومیت یک مادهٔ معدنی با فرمول شیمیایی CaMg(CO۳)۲ است که در سه جهت، رخ کامل غیر قائمه دارد. بیشتر دولومیت‌ها به رنگ‌های خاکستری مایل به کرم و سفید مایل به خاکستری یافت می‌شوند ولی برخی با رنگ‌های دیگری مانند سفید، زرد، سبز و سیاه هم دیده شده‌اند. این کانی دارای وزن مخصوص ۲٫۶ گرم بر سانتی‌متر مکعب، سختی آن ۴–۳٫۵ و دارای جلای شیشه‌ای یا مرواریدی است.
اجزاء تشکیل‌دهندهٔ دولومیت عمدتاً اکسید منیزیم (MgO) و آهک (CaO) هستند ولی ممکن است مواد دیگری چون اکسیدهای آهن، سدیم و پتاسیم نیز در ساختمان آن‌ها یافت شود. این کانی حاوی (۳۰٫۴ درصد CaO)، (۲۱٫۹۲ درصد MgO) و (۴۷٫۷ درصد CO۲) است.
دولومیت به صورت لایه‌های عظیم با ضخامت‌های چند ده فوتی یافت می‌شود. آن‌ها حدود ۱۵٪ پوستهٔ زمین را می‌سازند و به مقدار زیاد در تمام نقاط دنیا یافت شده‌اند و به عنوان یکی از اجزای رایج سنگ‌های رسوبی شناخته می‌شوند. سنگ‌های حاوی دولومیت را با همان نام دولومیت یا سنگ آهک دولومیتی می‌شناسند. کانی‌های کربناته شامل کلسیت، آراگونیت و دولومیت هستند. شاید هیچ مادهٔ معدنی دیگری، مصارفی را که سنگ آهک و دولومیت دارند، نداشته باشد. سنگ‌های کربناته به خاطر خواص فیزیکی خود، پایه‌های اساسی صنعت مصالح ساختمانی را تشکیل می‌دهند و از بدو تمدن بشری مورد استفاده بوده و در حال حاضر نیز مصارف این سنگ‌ها رو به افزایش است.
سنگ‌های کربناته ۵۰٪ مخازن نفت و گاز دنیا و ۹۵٪ مخازن نفت و گاز ایران را شامل می‌شوند. رسوبات کربناته از کلسیت (کم یا پُرمنیزیم) یا آراگونیت و مقداری نیز دولومیت، پیریت و کوارتز، تشکیل شده‌اند.

#### کلسیت
کلسیت کم منیزیم دارای کمتر از ۴٪ مول MgCO۳ و کلسیت پرمنیزیم دارای بیش از ۴٪ مول MgCO۳ ¬(۱۹–۱۱٪ درصد مول) هستند.

#### آراگونیت
آراگونیت منیزیم کمی دارد و به جای آن استرانسیوم می‌تواند جانشین شود. از لحاظ پایداری، کلسیت کم‌منیزیم پایدارتر از کلسیت پرمنیزیم و کلسیت پرمنیزیم پایدارتر از آراگونیت است.

## کاربردها
- ساخت شیشه
- برای ذوب و تصفیهٔ آهن
- ساخت بتن
- برای رشد گیاه و از بین بردن اسیدیته خاک
- به عنوان سنگ ساختمانی

## نوشتارهای وابسته
- تبخیری‌ها
- فهرست کانی‌ها